# 时位
语言学中，时位（chroneme）是一种基本的、理论上的语音单位，仅通过元辅音的持续时间来区分词汇。 这个术语并不常用，所研究语言有时长对立的语言学家有很多也不知道这个词。
大多数语言都有元辅音的音长差异，但很少在音系学上有对立。在时位的视角下，/aː/可分为/a/、/ː/两个音段；特定分析中，/aː/可视作单一的音段，长度是其区别特征。类似地，[ai]这样的双元音也可分析为单个音段/ai/或元辅音序列/aj/。
两个意义不同、除了某一音段的长度外完全相同的词构成时位对立的最小对立体。
国际音标（IPA）通过双写字母或加变音符表示长度：
| 符号 | 位置 | 含义 |
| ---- | ---- | ---- |
| 无   | -    | 短   |
| ː    | 后   | 长   |
| ˑ    | 后   | 半长 |
| ˘    | 上   | 超短 |

美国英语没有时位的最小对立，理论上说只有一个时位。澳大利亚英语有元音长度对立，但一般不分析为时位。
古典拉丁语等印欧语系语言存在辅音长度对立，如意大利语：
| 词    | IPA      | 含义 |
| ----- | -------- | ---- |
| vile  | /ˈvile/  | 懦夫 |
| ville | /ˈville/ | 豪宅 |

日语、一些意大利语方言、泰语有元音长度对立，如泰语：
| 词  | IPA     | RTGS | 音质 | 含义 |
| --- | ------- | ---- | ---- | ---- |
| เข้า | /kʰâw/  | khâo | 短   | 入   |
| ข้าว | /kʰâːw/ | khâo | 长   | 米   |

意大利语帕尔米方言的cŭ + cū 最小对立体：
| 帕尔米方言  | IPA         | 音质 | 词源                                           | 拉丁语           | 词义          |
| ----------- | ----------- | ---- | ---------------------------------------------- | ---------------- | ------------- |
| Cu' voli?   | /kuˈvɔːlɪ/  | 短   | cŭ < 拉丁语qui(s)（谁）                        | Quis vult?       | 谁想？        |
| Cu' u voli? | /kuːˈvɔːlɪ/ | 长   | cū < 拉丁语qui(s) (ill)ŭ(m)（什么/他（宾格）） | Quis illum vult? | 谁想要他/它？ |

或更一般的西西里语的例子：
| 西西里语  | IPA           | 音质 | 词源               | 英语         |
| --------- | ------------- | ---- | ------------------ | ------------ |
| A sicunna | /ˌa siˈkunna/ | 短   | (ill)a(m)（那/她） | 第二个阴性的 |
| A sicunna | /ˌassiˈkunna/ | 长   | a(d)（到）         | 取决于       |

芬兰语、匈牙利语、爱沙尼亚语等大多数乌拉尔语系语言都有独立的音拍时位作为音位（也称为大音位（archiphoneme）、插音）。元音时位的词源可追溯到原始乌拉尔语的浊软腭擦音：[Vɣ]>[Vː]。例如taka-“后”、takka“壁炉”、taakka“负担”都是不相关的同音词。这在语法上也很重要：第三人称标记是时位（menee“他/她去”），赫尔辛基地区的芬兰语口语常出现最小语法对立，如主格Stadi“赫尔辛基” vs. 部分格Stadii。
芬兰语、爱沙尼亚语和萨米语支中，时位有两种同位异音音长：半长与超长。例如芬兰语祈使语气anna! “给！”是短元音，oma“自己的”则是半长元音，Annaa（人名Anna的部分格）则是超长元音（没有任何明显的声调区别）。爱沙尼亚语和萨米语支辅音也有这种三重对立，如lina“床单”、linna（半长的'n'）“城市的”、linna（超长的'n'）“到城市”。在音位对立最强的爱沙尼亚语中，音调轮廓是次要对立：“超长”与其他芬兰语一样是降调，而“半长”则是升调。
芬兰语还拉长韵核（约100毫秒）以体现重音，意味着芬兰语有5种不同的物理长度。（若第一个音节是短、重读元音，则第二个音节也是短元音时，为半长元音。）非重读短元音约长40毫秒，非重度长元音约70毫秒。半长元音始终是非重读短元音，明显长于标准的40毫秒。
日语是另一种区分元音长度的语言，例如日语： biru“建筑物”，而 bīru“啤酒”。根据使用者的直觉，可以说后者多一个音拍，表示元音[i]的延长；但观察发现，后者的音高和强度都有提升。也可以说，元音的延长（时位的对立）使得日语实际的元音音素个数几乎翻了一番。
音位上看，词中的促音可以视为由双音实现的对立，例如 hiki“拉”与 hikki“笔记”'。就调音和语音学而言，后者的[kk]关闭了第一个音节[hi-]并实现为声门塞音，下一个音节[-ki]则实现为普通的软腭音。实际上，这种双音给整个词增加了一拍。